# Santa Pod Raceway
Der Santa Pod Raceway ist eine Motorsport-Rennstrecke in Podington, Bedfordshire, England. Sie ist Europas erste permanente Drag-Racing-Strecke für 1/4- und 1/8-Meile-Rennen.

## Geschichte

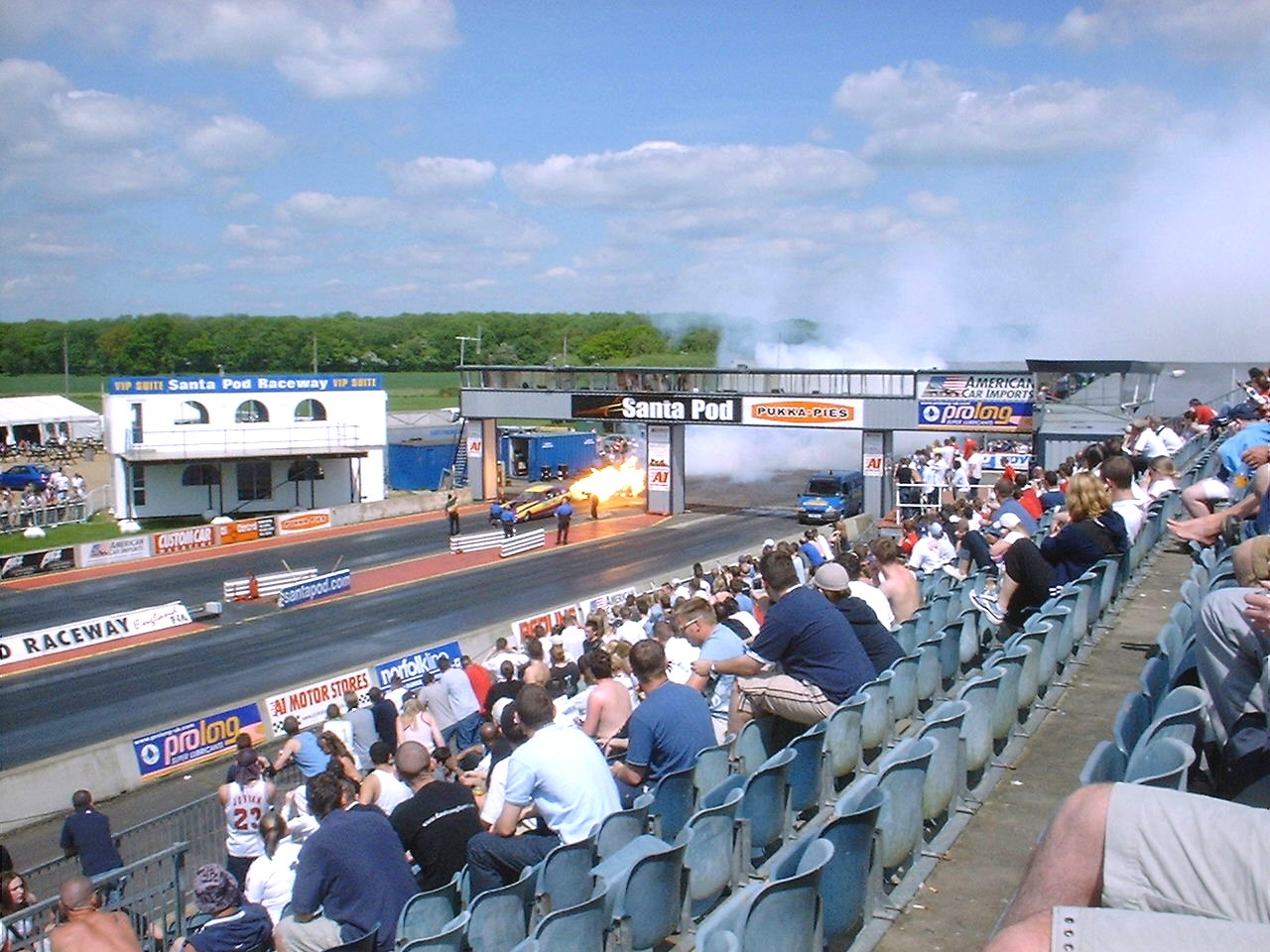
Startbereich des Santa Pod Raceways von der Tribüne aus gesehen

Im Jahr 1966 wurde erstmals auf dem Gelände des Royal Air Force Station Podington, einem ehemaligen Militärflugplatz der United States Army Air Forces aus dem Zweiten Weltkrieg, Beschleunigungsrennen ausgetragen. Die Rennstrecke erhielt ihren Namen durch den bekannten Santa Ana Dragstrip in Kalifornien, Amerika, zusammengesetzt mit den Namen des an der Rennstrecke angrenzenden Ortes Podington.
Santa Pod war viele Jahre lang der schnellste reine Asphalt-Dragstrip der Welt, da die meisten nordamerikanischen Dragstrips teilweise oder vollständig aus Beton bestehen. Im Winter 2017/2018 wurde die Strecke jedoch auf ihrer gesamten Länge betoniert, mit der Begründung, dass Beton konstantere Zeiten liefert, da er sich weniger "bewegt" als Asphalt.

## Veranstaltungen
Der Santa Pod Raceway ist ein fester Bestandteil der FIA-Dragster-Europameisterschaft und der FIM-Drag-Bike-Europameisterschaft. Seitdem wurden in jedem Jahr Meisterschaftsläufe der beiden Europameisterschaften auf dieser Strecke ausgetragen. Des Weiteren finden auf der Rennstrecke auch die britische Meisterschaft im Drag Racing statt. Seit 1987 wird hier auch das jährliche Volkswagen Beetle Bug Jam Wochenende veranstaltet.
Im Jahr 1984 fuhr Sammy Miller auf den Santa Pod Raceway den bis heute gültigen Drag-Racing-Weltrekord (über die Viertelmeile) in einer Zeit von 3,58 Sekunden mit einem Raketen-Dragster aus der Funny-Car-Klasse.
Daneben finden auch Drag-Racing Breitensport-Veranstaltungen statt, so die "Run What Ya Brung-Weekends" bei denen jeder Teilnehmer seinen Privatwagen an den Start bringen kann.

## Weblinks

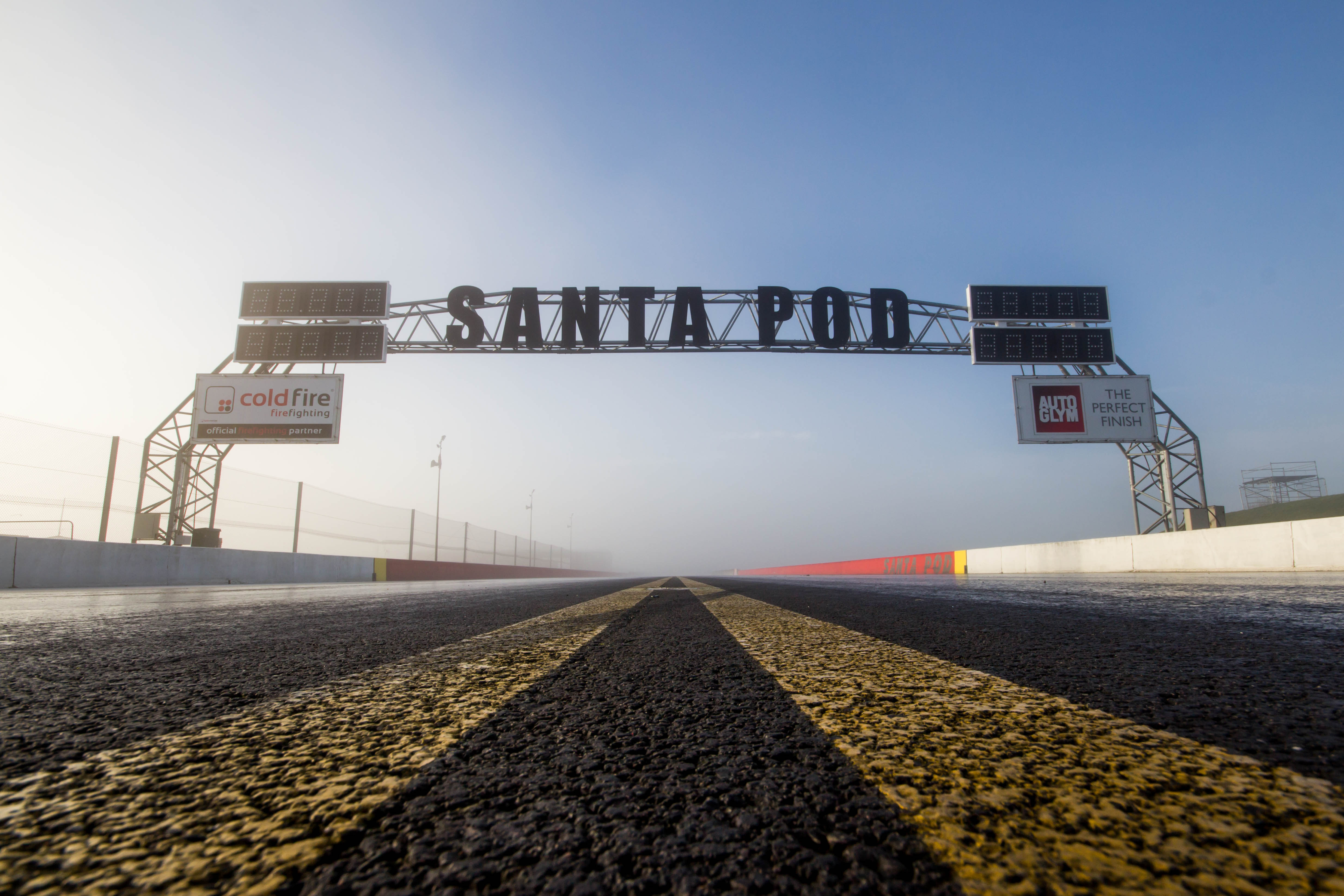
Ziellinie des Santa Pod Raceways